# Мизилмери
Мизилмѐри (на италиански: Misilmeri; на сицилиански: Musulmeri, Музулмери) е град и община в Южна Италия, провинция Палермо, автономен регион и остров Сицилия. Разположен е на 129 m надморска височина. Населението на общината е 28 344 души (към 2011 г.).